# Suðurnesjabær
Suðurnesjabær è un comune islandese creato nel 2018 dalla fusione dei comuni di Sandgerði e Garður.